# Maharaj Krishan Kaushik
Maharaj Krishan Kaushik, född den 2 maj 1955, död 8 maj 2021, var en indisk landhockeyspelare.
Han tog OS-guld i herrarnas landhockeyturnering i samband med de olympiska landhockeytävlingarna 1980 i Moskva.